# Carl Kürschner
Carl Friedrich Gottlieb Kürschner, auch Karl Kürschner (* 28. Februar 1804 in Schwerin; † nach 1851) war ein deutscher Buchhändler und Verleger sowie 1849 Mitglied der Mecklenburgischen Abgeordnetenversammlung.

## Leben
Carl Kürschner war ein jüngerer Sohn des Schweriner Rechenmeisters und Buchhalters Johann Friedrich Kürschner (* 1. Januar 1754 in Schönfließ; † 26. März 1836).
1828 eröffnete er eine Buchhandlung in Schwerin und erwarb 1830 das Bürgerrecht. Zur Buchhandlung gehörten auch ein Lesekabinett und ein Musikalien-Leihinstitut. Als 1844 ein gedruckter Katalog erschien, umfasste die deutsche Lese-Bibliothek bereits 10.357 Titel. Kürschner wurde Mitglied des Bürgerausschusses der Stadt Schwerin; 1834 kam es gegen ihn zur Anklage wegen Gründung eines Vereins zur Unterstützung der freien Presse; er wurde zu sechs Monaten Festungshaft verurteilt, die 1835 in zweiter Instanz von der Grossherzoglichen Justiz-Canzlei in Güstrow in eine Geldstrafe umgewandelt wurde. Im Zuge der Demagogenverfolgung wurde er deswegen im Schwarzen Buch der Frankfurter Bundeszentralbehörde (Eintrag Nr. 974) festgehalten.
Während der Revolution in Mecklenburg 1848 gehörte er zu den führenden Köpfen des Schweriner Reformvereins und war einer der Delegierten bei der ersten landesweiten Deputiertenversammlung Mecklenburgischer Reformfreunde am 2. April 1848 in Güstrow. Bei einer durch den Mandatsverzicht von Theodor Reuter notwendig gewordenen Nachwahl wurde er im Wahlkreis Mecklenburg-Schwerin 19: Schwerin im Juni 1849 zum Mitglied der Mecklenburgischen Abgeordnetenversammlung gewählt. Hier schloss er sich der Fraktion der Reformvereine, der Linken an.
Neben Buchhandlung und Leihbibliothek unterhielt Kürschner einen florierenden Verlag, in dem zeitgeschichtlich wichtige Mecklenburgica der 1830er und 1840er Jahre erschienen, darunter auch Carl Friedrich Flemmings Programmschrift zur  Irren-Heilanstalt Sachsenberg und die Schriften des Landesrabbiners Samuel Holdheim. 1848/49 verlegte er die Zeitschrift Der mecklenburgische Landtagsbote. Blätter für Reform.
1847 trat M. Marcus als Partner in Buchhandlung und Verlag ein, die schon seit 1844 als C. Kürschner’sche Buchhandlung (M. Marcus) firmierten.
Kürschners weiterer Lebensweg liegt im Dunkeln.
Buchhandlung und Verlag wurden zum 3. August 1851 vom Buchhändler August Hildebrand (1826–1896) übernommen.
1890 kamen die Bestände der Kürschnerschen Leihbibliothek in die Großherzogliche Bibliothek, die heutige Landesbibliothek Mecklenburg-Vorpommern.

## Schriften
- Bücherverzeichniß zur deutschen Lese-Bibliothek des Buchhändlers Carl Kürschner in Schwerin. Schwerin [nach 1844]